# Nowiny (powiat gołdapski)
Nowiny (niem. Neuengrund, do 1938 Naujehnen) – wieś w Polsce położona w województwie warmińsko-mazurskim, w powiecie gołdapskim, w gminie Banie Mazurskie, w sołectwie Kierzki.
W latach 1975–1998 miejscowość administracyjnie należała do województwa suwalskiego.
Podczas akcji germanizacyjnej nazw miejscowych i fizjograficznych historyczna nazwa niemiecka Naujehnen została w 1938 r. zastąpiona przez administrację nazistowską sztuczną formą Neuengrund.